# Покриви (літургія)

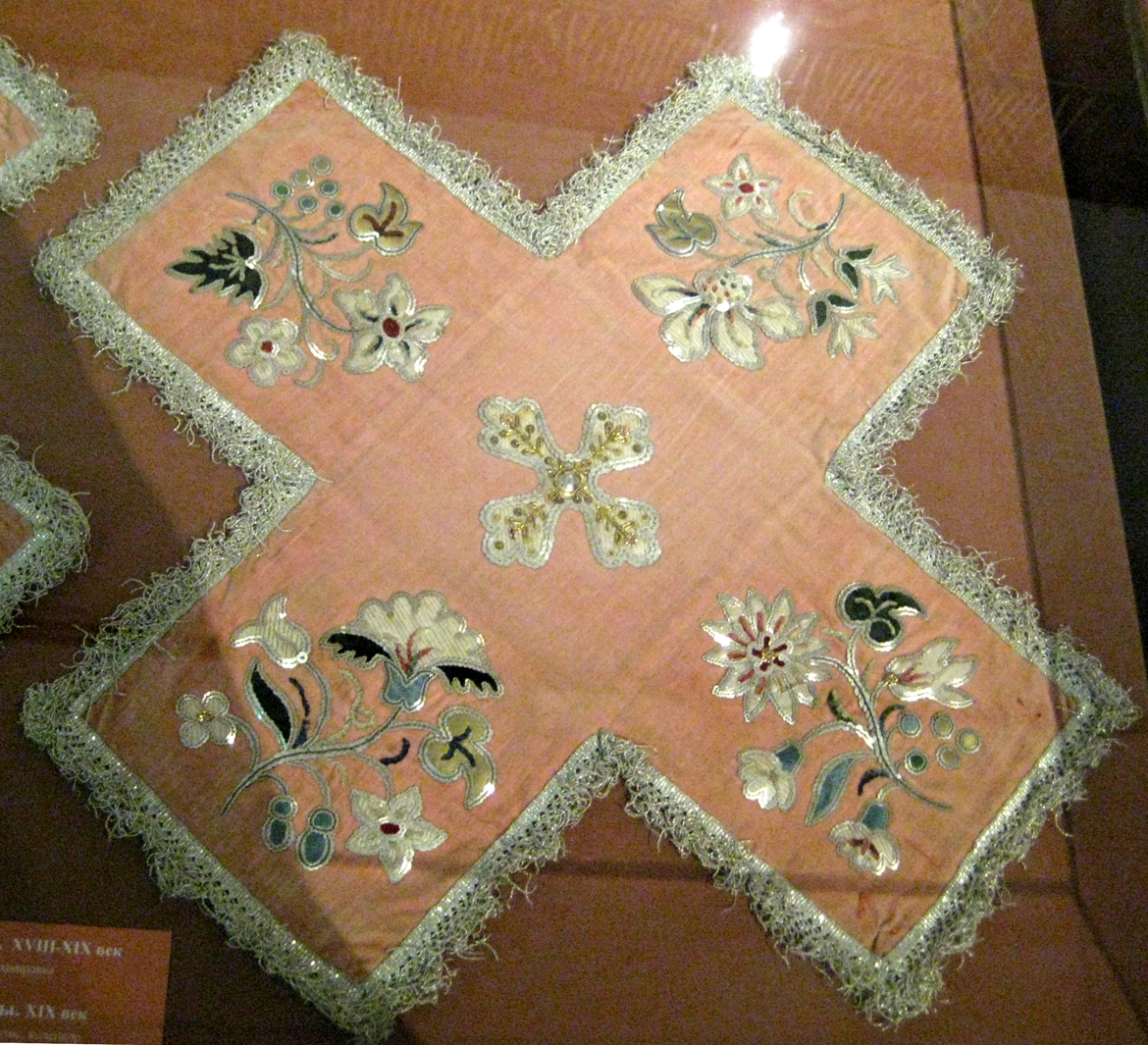
Малий покрив (покрівець) XIX ст. Кирило-Білозерський монастир (Росія)

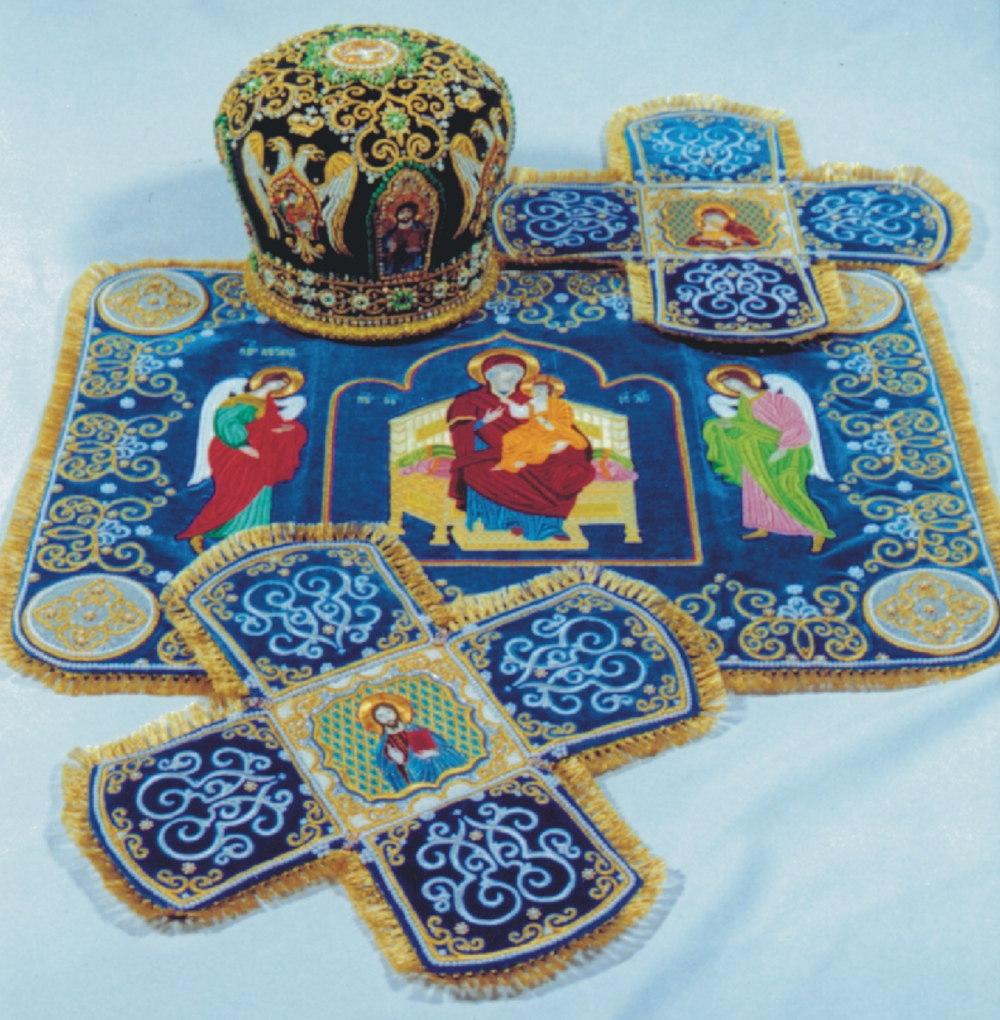
Воздух і покрівці

Покриви́ — елемент церковного начиння, хустини, якими покривають дискос і потир під час правлення літургії грецького обряду. Уживають два малих покриви, які зовуть покрівцями: одним накривають дискос, другим потир. Потім обидва покривають великим покривом — возду́хом.
Во́здух — покривало на святі дари, тобто для церковного посуду з причастям, великий покрівець. Здавна піднесення священником воздуха, тобто відкривання святих дарів, служило початком найважливішої частини служби Божої — так званої євхаристійної молитви. Воздухи багато вишиті і гаптовані. Їх створювали зокрема в майстернях Флорівського монастиря у Києві.
Покриви символізують пелени, якими був сповитий новонароджений Ісус, і плащаницю, у яку його загорнули перед покладанням у Гріб.
Покривом також зовуть пелену, якою накривають престол та жертовник зі священними предметами й посудом, на час, коли не правлять богослужінь.